# Вона була леді
«Вона була леді» (англ. She Was a Lady) — американська драма режисера Гемілтона Макфаддена 1934 року.

## У ролях
- Гелен Твелвтріс — Шейла Вейн
- Дональд Вудс — Томмі Трейлл
- Ральф Морган — Стенлі Вейн
- Монро Оуслі — Джеррі Коузінс
- Ірвінг Пічел — Марко
- Доріс Ллойд — Еліс Вейн
- Кітті Келлі — Дейзі
- Гелліуелл Гоббс — Джордж Дейн
- Мері Форбс — леді Діана Вейн
- Джекі Сірл — Гербі Вейн
- Барбара Вікс — Мойра
- Керол Кей — Шейла, як дитина
- Пол Гарві — Джефф Дайер
- Гарольд Гудвін — Янк
- Енн Говард — Іріс Вейн